# 神戸アンパンマンこどもミュージアム&モール
- アンパンマンミュージアム > 神戸アンパンマンこどもミュージアム&モール
- 神戸ハーバーランド > 神戸アンパンマンこどもミュージアム&モール

神戸アンパンマンこどもミュージアム&モール（こうべアンパンマンこどもミュージアム・アンド・モール）は、兵庫県神戸市中央区東川崎町・神戸ハーバーランドにある『アンパンマン』のテーマパーク。

## 概要

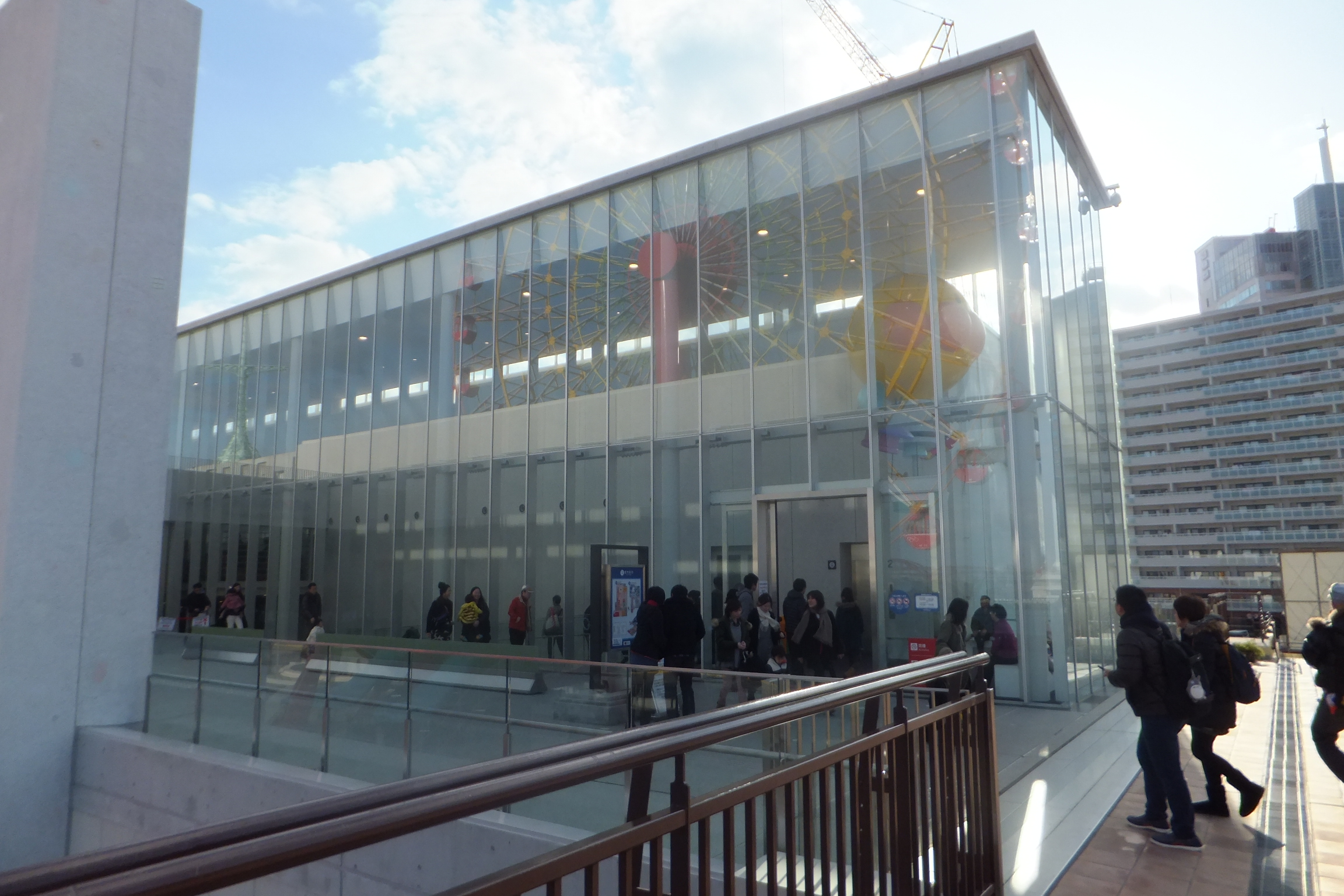
玄関

近畿地方初の『アンパンマン』のテーマパークで、2013年4月19日に開業した。神戸港沿いのウォーターフロントに面し、かつての『モザイクガーデン』の跡地に位置する。
施設のすぐ隣には、前日（同年4月18日）にリニューアルオープンした『umie MOSAIC』がある。モザイクガーデンはumie MOSAICの前身に当たる『神戸モザイク』と一体的に運営されていたが、現在は他のアンパンマンのテーマパークと同様に、独自に設立された有限責任事業組合により運営されている。モザイクガーデンからは、ランドマークであった大観覧車が引き継がれている。

## 交通アクセス
バス

JR四国バスの『アンパンマン』ラッピング車両（写真は高知県内の大栃線で運用されているもの）

- みなと観光バス モザイク前バス停から徒歩すぐ

なお、JR四国バス 神戸アンパンマンミュージアム前バス停は2015年6月30日（土休日のみ停車していたため実質的には同年6月28日乗車分）をもって廃止された。